# Jacob Oudkerk
Jacob „Jaap” Oudkerk (ur. 2 sierpnia 1937 w Landsmeer, zm. 17 lutego 2024 w Almere) – holenderski kolarz torowy i szosowy, brązowy medalista olimpijski oraz sześciokrotny medalista torowych mistrzostw świata.

## Kariera
W 1960 roku Jacob Oudkerk wystartował na igrzyskach olimpijskich w Rzymie, razem z kolegami z reprezentacji zajął piątą pozycję w drużynowym wyścigu na dochodzenie. Na torowych mistrzostwach świata w Zurychu w 1961 roku zdobył srebrny medal w indywidualnym wyścigu na dochodzenie amatorów, ulegając jedynie swemu rodakowi Henkowi Nijdamowi, a podczas rozgrywanych rok później mistrzostw świata w Mediolanie był trzeci. W 1964 roku wystąpił na igrzyskach olimpijskich w Tokio wspólnie z Gerardem Koelem, Henkiem Cornelisse i Corem Schuuringiem zdobył brązowy medal w drużynie. W tym samym roku zdobył złoty medal indywidualnie wśród amatorów na mistrzostwach świata w Paryżu. Od 1965 roku rywalizował wśród zawodowców i od razu zdobył brązowy medal podczas mistrzostw świata w San Sebastián, przegrywając tylko z Hiszpanem Guillermo Timonerem i Belgiem Romainem De Loofem. W swej koronnej konkurencji zdobył ponadto złoty medal na mistrzostwach w Antwerpii, a podczas mistrzostw świata w Varese w 1971 roku był drugi za Theo Verschuerenem z Belgii. Wielokrotnie zdobywał medale torowych mistrzostw kraju, w tym siedem złotych. Startował także w wyścigach szosowych, jednak bez większych sukcesów.
Jego żoną była holenderska pływaczka Marianne Heemskerk.